# Kristins Hall
Kristins Hall – kryte lodowisko położone w Lillehammer, na którym swoje mecze rozgrywa drużyna hokejowa GET-ligaen – Lillehammer IK. Obiekt powstał w 1988 roku i może pomieścić 3 197 widzów.